# Rodrigo Murray
Rodrigo Murray Prisant (Città del Messico, 24 luglio 1969) è un attore e conduttore televisivo messicano affiliato a TV Azteca.
È figlio dell'attore argentino Guillermo Murray.

## Filmografia (parziale)

### Cinema
- Amores perros - regia di Alejandro González Iñárritu (2000)
- Un mundo maravilloso - regia di Luis Estrada (2006)
- Tirannosauro - regia di Paddy Considine (2011)
- Me late chocolate - regia di Joaquín Bissner (2013)
- Cantinflas - regia di Sebastiàn del Amo (2014)

### Televisione
- Demasiado corazón - serie TV (1997)
- La heredera - serie TV (2004-2005)
- Doble cara - serie TV (2006,2010-2013)
- Señorita Pólvora - serie TV (2015)
- Amo despertar contigo - serie TV (2016-2017)
- La jefa del campeón - serie TV (2018)
- Diablo Guardián - serie TV (2018-2019)
- Médicos - serie TV (2019-2020)

## Doppiaggio
- David Thewlis in Harry Potter e il prigioniero di Azkaban (doppiaggio messicano in spagnolo)